# 金鹰世界
金鹰世界（英語：Golden Eagle Tiandi），曾用名金鹰天地，是位于中国江苏省南京市建邺区河西新城的三栋摩天大楼建築群，其中最高的A座高368（1,207英尺），2013年动工，2019年交付，是南京第二高樓。